# Макдонъл Дъглас
McDonnell Douglas (чете се „Макдонъл Дъглас“) е сред най-големите производители в САЩ и света в областта на аерокосмическата индустрия. Част е от гиганта Boeing.

## История
McDonnell Douglas е основана през 1967 г. в резултат от сливането на самолетостроителните компании McDonnell Aircraft Corporation и Douglas Aircraft Company.
Компанията Douglas Aircraft е основана през 1921 г. от Доналд Дъглас. През 1967 г. се обединява с McDonnell и се преименува на McDonnell Douglas. На 1 август 1997 г. обявява несъстоятелност и активите ѝ са изкупени от Boeing.

## Продукти
В своята история компанията McDonnell Douglas е произвела редица исторически продукти на американската авиационна и аерокосмическа индустрия. Самолетостроителната компания е произвела през 1935 г. легендарния DC-3 (в разработката на който участва и българският изобретател Асен Йорданов), основен транспортен самолет през 40-те и 50-те години на ХХ век, използван от частни и държавни структури. Нейно дело са прочутите свръхзвукови изтребители F-4 Phantom II, F-15 Eagle и F/A-18 Hornet, както и най-мощният боен хеликоптер в света AH-64 Apache, наречен „танкоубиец“. Компанията е произвела и редица забележителни граждански самолети, като DC-8, DC-9 и DC-10.